# Самоличност на аванта
„Самоличност на аванта“ (на английски: Identity Thief) е комедия от 2013 година, режисиран от Сет Гордън, сценарият е на Крег Мезин. В главните роли са Мелиса Маккарти и Джейсън Бейтман. Филмът разказва историята на мъж (Бейтман), чиято самоличност е открадната от една жена (Маккарти).

## Сюжет
Обикновен бизнесмен Санди открива, че самоличността му е била открадната от Даяна, която има планове за по-добър живот, използвайки възможностите, които и предоставя достъпът до неограничените му средства. Даяна става кралицата на шопинга и си купува всичко, каквото ѝ се прииска, но големият проблем идва, когато тя научава, че по документи срещу всяка една закупена от нея стока стои името "Санди Бигълоу Патерсън“ и принадлежат на счетоводителя Санди. Истинският Санди Бигълоу има само седмица да открие измамницата, преди светът му да се срине. Той се отправя на юг, за да се изправи срещу жената, получила пълен достъп до живота му.

## Участват
- Мелиса Маккарти ... Даяна/Дон/Марджи
- Джейсън Бейтман ... Санди Бигълоу Патерсън
- Джон Фавро ... Харолд
- Аманда Пийт ... Триш Патерсън
- Хенесис Родригес ... Марисол
- Клифърд Джоузеф Харис, Мл. ... Джулиан
- Морис Честнът ... Детектив Рейли
- Джон Чо ... Даниел Каси
- Робърт Патрик ...
- Ерик Стонстрийт ... Големият Чък
- Ели Кемпър ... Фло
- Джонатан Банкс ... Паоло Гордън
- Бен Фалкон ... Томи
- Сатара Силвър ... Козметичката